# Hounslow & Ealing Hockey Club
Hounslow & Ealing Hockey Club is een hockeyclub uit Londen. De club ontstond uit een fusie in de zomer van 2000 tussen Hounslow HC en de oudste dameshockeyclub Ealing HC.
Hounslow werd opgericht in 1901 door Ernest Beldam en zijn familie en is sindsdien uitgegroeid tot de grotere clubs uit de Engelse hoofdstad. Hounslow won de allereerste editie van de Europacup II in 1990.
Ealing gaat terug tot het jaar 1884, toen de allereerste dames begonnen met hockeyen. In 1886 werd de club dan echt opgericht en sindsdien heeft Ealing een grote reputatie in Engeland in het dameshockey als oudste dameshockeyclub.